# سونیا ناصری کول
سونیا ناصری کول (انگلیسی: Sonia Nassery Cole؛ زادهٔ ۳ مارس ۱۹۶۳) یک نویسنده، هنرپیشه، کارگردان فیلم، و فعال حقوق بشر اهل افغانستان است.
- لاله سیاه (فیلم ۲۰۱۰) (فیلم نامزد کشور افغانستان در بخش جایزه اسکار بهترین فیلم خارجی‌زبان در هشتاد و سومین دوره جوایز اسکار)